# Parafia Narodzenia Najświętszej Maryi Panny w Myślenicach
Parafia Narodzenia Najświętszej Maryi Panny w Myślenicach – rzymskokatolicka parafia należąca do dekanatu Myślenice archidiecezji krakowskiej. Została utworzona przed 1325, w końcu XIX i w XX wieku oddzieliło się od niej sześć parafii. Kościół parafialny wybudowany w 1465, w stylu gotyckim, konsekrowany w 1467, mieści się przy ulicy Królowej Jadwigi.